# Passovia brasiliana
Passovia brasiliana är en tvåhjärtbladig växtart som beskrevs av Kuijt. Passovia brasiliana ingår i släktet Passovia och familjen Loranthaceae. Inga underarter finns listade i Catalogue of Life.